# صومعه بندیکتین
صومعه بندیکتین (انگلیسی: Monte Cassino) تپه ای صخره ای در حدود ۱۳۰ کیلومتری (۸۰ مایلی) جنوب شرقی رم، در دره لاتین، ایتالیا، ۲ کیلومتری (۱+۱/۴ مایلی) غرب کاسینو و در ارتفاع ۵۲۰ متری (۱۷۱۰ فوت) است.